# 2008 au Kenya
Cet article présente les faits marquants de l'année 2008 au Kenya.

## Évènements
- Mardi 1er janvier 2008 :  à Eldoret, dans l'Ouest du pays, l'incendie d'une église provoque la mort d'une cinquantaine de personnes qui s'y abritaient. C'est la poursuite des émeutes consécutives à l'élection présidentielle contestée du 27 décembre 2007 et qui ont déjà causé la mort de plus de deux cents personnes.
- Mercredi 2 janvier 2008 : les deux camps opposés dans l'élection présidentielle s'accusent mutuellement de génocide.
- Jeudi 31 janvier 2008 : les émeutes consécutives à l'élection présidentielle contestée du 27 décembre 2007 ont causé à ce jour la mort de plus de mille personnes et 250 000 personnes déplacées.
- Jeudi 28 février 2008 : pour éviter le retour des violences ethniques, le Président Mwai Kibaki et le chef de l'opposition Raila Odinga passent un accord de gouvernement. Le nouveau gouvernement est constitué quatre jours plus tard. Les violences consécutives à l'élection présidentielle du 27 décembre 2007 ont causé la mort de plus de mille cinq cents personnes.
- Jeudi 6 mars 2008 : neuf personnes meurent lors de nouvelles violences interethniques et une centaine de maisons sont incendiées alors  que le Parlement se réunit pour mettre en œuvre l'accord de coalition signé entre l'opposition et le gouvernement.
- Dimanche 13 avril 2008 : le président Mwai Kibaki nomme le chef de l'opposition Raila Odinga comme premier ministre du nouveau gouvernement de coalition.
- Dimanche 27 avril 2008 : selon une organisation locale des droits de l'homme, les forces de sécurité auraient torturé plus de 4 000 personnes, lors d'une offensive contre des rebelles de la province du Mont Elgon.
- Mercredi 15 octobre 2008 : la commission d'enquête, créée en mai par le gouvernement de coalition kényan, recommande dans son rapport la création d'un tribunal spécial.
- Lundi 10 novembre 2008 : deux religieuses italiennes — Caterina Giraudo (67 ans) et Maria Teresa Oliviero (61 ans), originaires de la province de Cuneo (nord de l'Italie) — sont enlevées dans la ville d'Elwak au nord du pays près de la frontière avec la Somalie, par des malfaiteurs somaliens.